# Il cammino
Il cammino (Le Chemin) est une pièce de théâtre de Beniamino Joppolo, écrite en 1940-1941.

## Personnages
- Anna, mère d'Isabella
- Isabella
- Giuseppe, père d'Isabella
- Lucia, sœur d'Isabella
- Cesare, frère d'Isabella
- Carla, fille de Lucia
- Domenico, mari d'Isabella
- Francesco, ami de Domenico

## Résumé
Un atto [un acte]
Giuseppe, Anna, Lucia, son frère et sa fille, sont attablés. Le repas est terminé. Carla n'a pas envie d'aller se coucher et demande qu'on lui raconte la fin d'une histoire où jouets et poupées s'échappent des magasins. Soudain, Isabella apparaît sur le seuil de la porte. Personne ne s'attendait à sa présence. Elle prétend être venue à pied, malgré une distance de plusieurs centaines de kilomètres. Francesco, un ami de son mari qui l'accompagne, témoigne en sa faveur sous le regard inquisiteur de la famille. Les propos d'Isabella sont éthérés, apparemment illogiques. Ils mélangent souvenirs et espoirs. Les parents d'Isabella, qui regrettent l'absence des autres petits-enfants, la trouvent très émaciée, fatiguée. Ils lui proposent de se restaurer. Elle répond, émerveillée, qu'elle et Francesco sont morts. Domenico, le mari, les aurait tués par jalousie. Les pleurs sans regrets de Domenico sont calmés par Isabella. Après une courte dispute évitée,  Isabella sort pour laisser sa famille accepter son nouvel état. Noir, puis lumière du matin suivant. Les adultes sont attablés, pendant qu'Isabella, en fond de scène, observe la scène en secret. Le rituel obligatoire de la mort est dicté par Anna. Lucia reste seule, et Isabella s'entretient avec elle, et lui expose ses remords. Elles sortent toutes les deux de scène, laissant un espace vide. Isabella explique que pour elle, tout n'est plus que cercle de lumière. Retour des autres membres de la famille, puis arrivée de Domenico. La famille laisse Domenico, honteux, en compagnie d'Isabella et de Francesco. Isabella ne s'intéresse plus à rien. La lumière envahit l'espace.

## Année de parution
- Il cammino, atto unico, Novara, Quaderni di « Posizione », N. 1, luglio 1942, p. 4.
- Il cammino, atto unico, Novara, Quaderni di « Posizione », 21 agosto 1942.
- Teatro (volume primo), Marina di Patti Editrice Pungitopo, 1989.

## Mises en scène
- 8 et 10 mai 1941 (?) : Gruppo sperimentale « Palcoscenico », mise en scène Giorgio Strehler, Sala Sammartini, Milan.
- 26 (?) juin 1941 : Gruppo sperimentale « Palcoscenico », mise en scène Paolo Grassi, décors Italo Valenti, Teatro del Parco della Triennale, Milan.
- 8 mai 1943 : GUF di Novara, Teatro di Casa Littoria, mise en scène Giorgio Strehler, décors de L. Veronesi et A. Gobbi, Novara.
- (1994?) 1997 : Il Cammino, Sulla Collina, Domani parleremo di te, mise en scène Gigi Borruso, production du Teatro Biondo Stabile de Palerme.

## Remarques
Les influences doivent être cherchée dans les œuvres de Maeterlinck (Pelléas et Mélisande) et Ibsen (Une Maison de poupées, Les Revenants) (cf. Notes et remarques de Paolo Grassi dans différentes revues).